# Pallacanestro ai II Goodwill Games - Torneo femminile
Il torneo femminile di Pallacanestro ai Goodwill Games 1990 si è svolto nella città statunitense di Seattle, ed ha visto la vittoria degli Stati Uniti.

## Fase a gironi

### Gruppo A
| Squadra           | Pts | V | P |
| ----------------- | --- | - | - |
| 1. Brasile        | 6   | 3 | 0 |
| 2. Bulgaria       | 4   | 2 | 1 |
| 3. Cecoslovacchia | 2   | 1 | 2 |
| 4. Canada         | 0   | 0 | 3 |

| Seattle | Brasile | 78 – 75 | Canada |  |

| Seattle | Bulgaria | 64 – 54 | Cecoslovacchia |  |

| Seattle | Brasile | 95 – 72 | Cecoslovacchia |  |

| Seattle | Bulgaria | 85 – 66 | Canada |  |

| Seattle | Cecoslovacchia | 79 – 76 | Canada |  |

| Seattle | Brasile | 85 – 79 | Bulgaria |  |

### Gruppo B
| Squadra             | Pts | V | P |
| ------------------- | --- | - | - |
| 1. Stati Uniti      | 6   | 3 | 0 |
| 2. Unione Sovietica | 4   | 2 | 1 |
| 3. Corea del Sud    | 2   | 1 | 2 |
| 4. Australia        | 0   | 0 | 3 |

| Seattle | Stati Uniti | 94 – 70 | Corea del Sud |  |

| Seattle | Unione Sovietica | 72 – 60 | Australia |  |

| Seattle | Stati Uniti | 86 – 78 | Unione Sovietica |  |

| Seattle | Corea del Sud | 75 – 65 | Australia |  |

| Seattle | Unione Sovietica | 79 – 77 | Corea del Sud |  |

| Seattle | Stati Uniti | 103 – 80 | Australia |  |

## Semifinali
- 5º-8º posto

| Seattle | Corea del Sud | 80 – 60 | Canada |  |

| Seattle | Australia | 65 – 64 | Cecoslovacchia |  |

- 1º-4º posto

| Seattle | Stati Uniti | 106 – 67 | Bulgaria |  |

| Seattle | Unione Sovietica | 94 – 87 | Brasile |  |

## Finali
- 7º-8º posto

| Seattle | Canada | 72 – 66 | Cecoslovacchia |  |

- 5º-6º posto

| Seattle | Australia | 79 – 69 | Corea del Sud |  |

- 3º-4º posto

| Seattle | Bulgaria | 83 – 73 | Brasile |  |

- 1º-2º posto

| Seattle | Stati Uniti | 82 – 70 | Unione Sovietica |  |

## Classifica
| - | Paese            | Formazione |
| - | ---------------- | --- |
|   | Stati Uniti      | Azzi · Bullett · Coper · Dixon · Edwards · Hall · Henning · Jackson · Jones · McClain · Orr · Woodard · All. Grentz |
|   | Unione Sovietica | |
|   | Bulgaria         | |
| 4 | Brasile          | |
| 5 | Australia        | |
| 6 | Corea del Sud    | |
| 7 | Canada           | |
| 8 | Cecoslovacchia   | |